# Bersenbrück
Bersenbrück település Németországban, azon belül Alsó-Szászország tartományban. Lakosainak száma 8844 fő (2023. december 31.). Bersenbrück Kettenkamp, Alfhausen és Badbergen községekkel határos.

## Népesség
A település népességének változása:
| Lakosok száma | 7958 | 8436 | 8454 | 8501 | 8810 | 8850 | 8844 |
|               | 2015 | 2016 | 2017 | 2019 | 2021 | 2022 | 2023 |